# Ictalurus

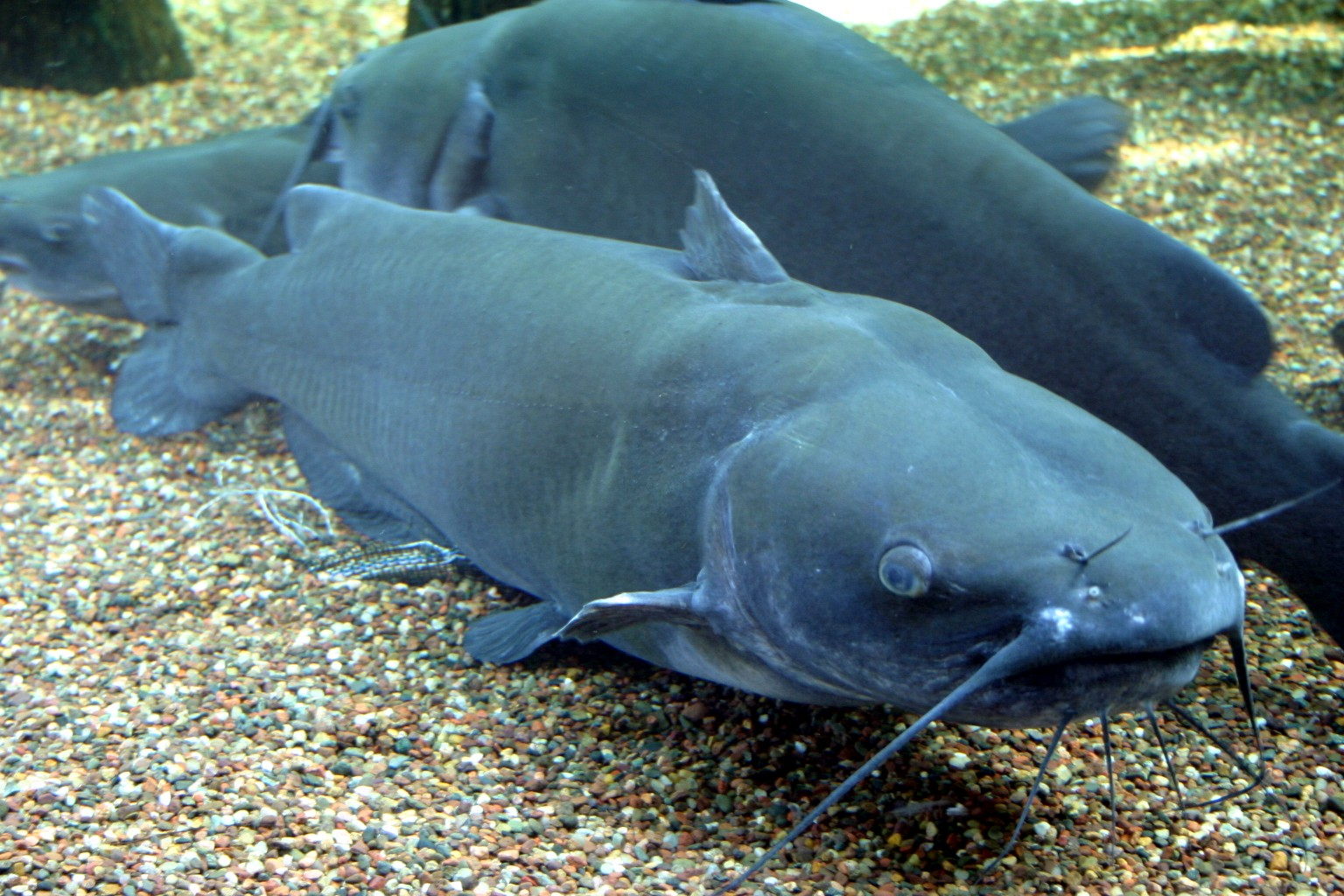
Ictalurus punctatus.

Ictalurus é um gênero de peixes de água doce da família Ictaluridae encontrado na América do Norte.

## Espécies
Existem atualmente 10 espécies reconhecidas neste gênero:
- Ictalurus australis (Meek, 1904) (Panuco catfish)
- Ictalurus balsanus (D. S. Jordan & Snyder, 1899) (Balsas catfish)
- Ictalurus dugesii (T. H. Bean, 1880) (Lerma catfish)
- Ictalurus furcatus (Valenciennes, 1840) (Blue catfish)
- Ictalurus lupus (Girard, 1858) (Headwater catfish)
- Ictalurus meridionalis (Günther, 1864)
- Ictalurus mexicanus (Meek, 1904) (Rio Verde catfish)
- Ictalurus ochoterenai (de Buen, 1946) (Chapala catfish)
- Ictalurus pricei (Rutter, 1896) (Yaqui catfish)
- Ictalurus punctatus (Rafinesque, 1818) (Channel catfish)

Há também quatro espécies fósseis atribuídas a este gênero:
- †Ictalurus echinatus
- †Ictalurus lambda
- †Ictalurus rhaeas
- †Ictalurus spodius